# Spatkracht

1. grote spatkrachten met flauwe boog.
2. kleine spatkrachten met spitse boog

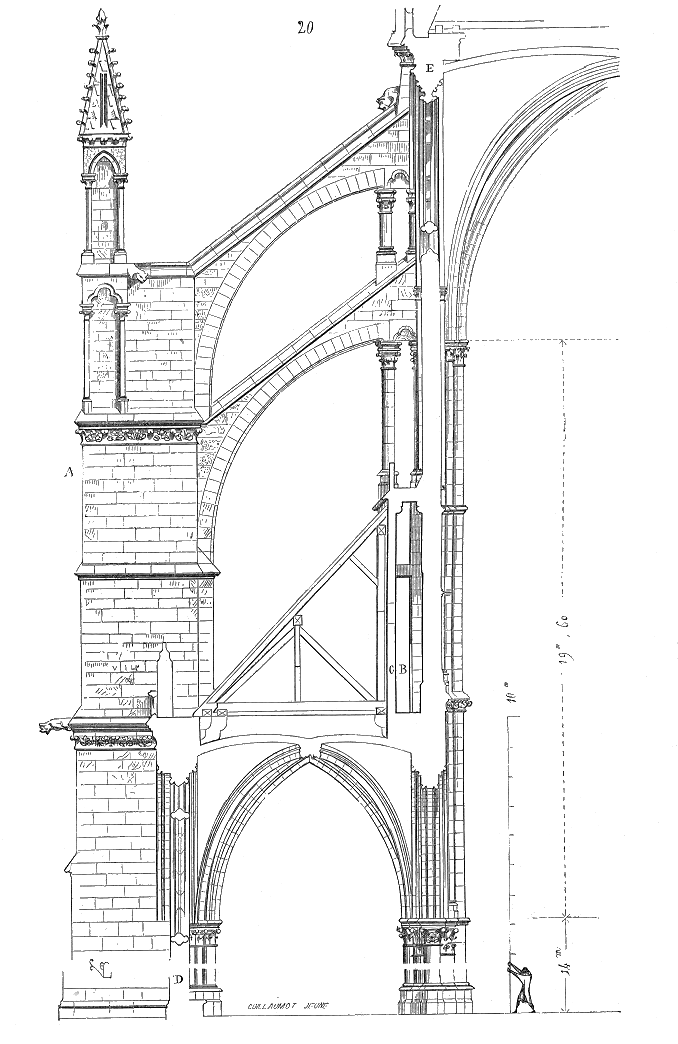
Principe van luchtbogen en steunberen in de gotiek, hier in de kathedraal van Amiens

Een spatkracht is de zijdelingse of horizontale kracht die door onder meer bogen, gewelven, portalen en sluisdeuren op een steunpunt wordt uitgeoefend.
Een boog drukt met een bepaalde kracht, als gevolg van diverse belastingen, op de aanzetsteen die met eenzelfde reactie terug duwt. Deze schuine kracht kan worden ontbonden in een horizontale en verticale kracht, de horizontale kracht noemen we de spatkracht. Hoe steiler de boog, hoe kleiner de spatkracht en hoe groter de verticale kracht, die makkelijker naar de fundering kan worden afgeleid.
Bij als puntdeur uitgevoerde sluisdeuren moet de horizontale waterdruk tegen de deur opgenomen worden door de muur van de schutkolk, zowel in langs- als dwarsrichting. De kracht in dwarsrichting is de spatkracht.
Worden er geen maatregelen getroffen om de spatkrachten op te nemen, dan ontstaat schade aan het gebouw waar de spatkrachten zich voordoen. De spatkracht bij bogen en gewelven kan worden opgenomen door trekstangen of muurverzwaringen in de vorm van steunberen of van luchtbogen die de krachten overbrengen naar de steunbeer. De spatkrachten die bij koepels ontstaan, kunnen worden opgenomen door een ringbalk.
De Romeinen kenden dit fenomeen; bij bruggen werden zware blokken naast de boog gestapeld. Het plaatsen van een andere boog, zodat de spatkrachten van de twee bogen elkaar opheffen, werd ook toegepast. De koepel van de Sint-Pietersbasiliek had enkele eeuwen te kampen met spatkrachten: de stenen aan de onderkant vertoonden scheuren. Dit werd hersteld door het extern aanbrengen van (voorgespannen) ijzeren trekbalken.
Bij gotische kerken worden de spatkrachten van de gewelven van het middenschip opgevangen door de luchtbogen en de steunberen. Soms worden ook ketens van ijzeren trekbalken gebruikt, die door de hele kerk lopen en meestal in het triforium zijn aangebracht, zoals in de kathedraal van Amiens. Tegenwoordig kan met behulp van de grafostatica worden bepaald hoe krachten in een constructie lopen en waar dan de versterkingen aangebracht moeten worden om een stabiel bouwwerk te verkrijgen. Hoe dat tijdens de gotiek is geweest, is niet duidelijk.
Een simpel dakspant met twee spantbenen staat meestal op een balk met inkepingen, waarin de hielen van de spantbenen passen. Daardoor worden de spatkrachten opgevangen. De balk wordt soms plat op een balklaag gelegd, waardoor hij trekplaat wordt genoemd. Bij deze houtverbinding moet de inkeping ver genoeg van het eind van de balk verwijderd zijn (het 'voorhout' moet lang genoeg zijn) om afschuiving vanaf de inkeping te voorkomen. Hiervoor wordt soms ook een stalen beugel of een spijkerplaat om de hiel van het spantbeen en de balk aangebracht.